# Dawaadordżijn Tömörchüleg
Dawaadordżijn Tömörchüleg (mong. Даваадоржийн Төмөрхүлэг; ur. 29 września 1990) – mongolski judoka i sambista. Dwukrotny olimpijczyk. Zajął siódme miejsce w Rio de Janeiro 2016 i siedemnaste w Londynie 2012. Walczył w wadze ekstralekkiej i półlekkiej. 
Piąty na mistrzostwach świata w 2015; uczestnik zawodów w 2010, 2011, 2013, 2014 i 2017, a także trzeci w drużynie w 2015. Startował w Pucharze Świata w latach 2009-2013 i 2018. Złoty medalista igrzysk azjatyckich w 2014. Zdobył pięć medali mistrzostw Azji w latach 2011 - 2016. Trzeci na mistrzostwach Azji Wschodniej w 2014. Mistrz świata w sambo w 2014 roku.

## Letnie Igrzyska Olimpijskie 2012
| Konkurencja | Eliminacje             | Klas. końcowa |
| Konkurencja | Przeciwnik I           | Miejsce       |
| ----------- | ---------------------- | ------------- |
| 60 kg       | Felipe Kitadai (BRA) P | 17.           |

## Letnie Igrzyska Olimpijskie 2016
| Konkurencja | Eliminacje             | Eliminacje          | Eliminacje           | Repasaże                 | Klas. końcowa |
| Konkurencja | Przeciwnik I           | Przeciwnik II       | 1/4                  | Przeciwnik I             | Miejsce       |
| ----------- | ---------------------- | ------------------- | -------------------- | ------------------------ | ------------- |
| 66 kg       | Sulaiman Hamad (KSA) Z | Hud Zurdani (ALG) Z | Fabio Basile (ITA) P | Antoine Bouchard (CAN) P | 7.            |